# Chotýšany
Chotýšany (en allemand : Chotischan) est une commune du district de Benešov, dans la région de Bohême-Centrale, en République tchèque. Sa population s'élevait à 585 habitants en 2020.

## Géographie
Chotýšany se trouve à 8 km au nord-ouest de Vlašim, à 11 km à l'est-sud-est de Benešov et à 46 km au sud-est de Prague.
La commune est limitée par Struhařov au nord, par Bílkovice et Radošovice à l'est, par Vlašim à l'est et au sud-est et par Postupice au sud-ouest et à l'ouest.

## Histoire
La première mention écrite de la localité date de 1250.

## Administration
La commune se compose de quatre quartiers :
- Chotýšany
- Křemení
- Městečko
- Pařezí